# Trolleybus d'Oufa
Le trolleybus d'Oufa (en russe : Уфимский троллейбус) est un des systèmes de transport en commun d'Oufa, en Bachkirie, en Russie.